# 닉 드레이크

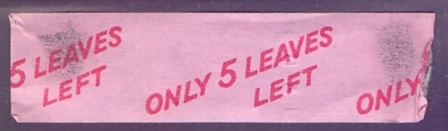
드레이크의 데뷔 음반 제목의 유래가 된, 리즐라의 광고의 예시

니콜라스 로드니 "닉" 드레이크(Nicholas Rodney "Nick" Drake, 1948년 6월 19일 – 1974년 11월 25일)는 영국의 싱어송라이터이자 음악가로, 어쿠스틱 기타를 바탕으로 둔 노래로 잘 알려져 있다. 그는 일생 동안 많은 청자를 끌지 못했으나, 그의 작품은 사후에 큰 관심과 인정을 받았다.
드레이크는 20세에 아일랜드 레코드와 계약을 맺고, 케임브리지 대학교에 재학했다. 그리고 자신의 첫 정규 음반인 《Five Leaves Left》을 1969년에 발표했다. 1972년까지 두 장의 음반, 《Bryter Layter》과 《Pink Moon》을 더 녹음하여 발표했으나 첫 음반보다 고작 5,000장 더 팔렸다. 그는 라이브 공연이나 인터뷰를 마지못해 했고, 이는 상업적 성공에 지장을 유발했다. 성인 시기의 드레이크 사진은 나온 적이 없고, 오직 가정에서 찍은 사진이나 어릴 때 찍은 사진이 남아있을 뿐이다. 드레이크는 주요 우울 장애를 앓았고, 이는 가사에 자주 반영되었다. 1972년 《Pink Moon》의 작업이 끝나갈 무렵, 그는 라이브 공연과 녹음 모두 그만두고는 워릭셔 주에 위치한 부모님 집에 돌아갔다. 그가 26세가 되던 1974년 11월 25일, 드레이크는 처방된 항우울제인 아미트리프탈린 알약을 약 30개 먹고 과다복용으로 사망했다. 그의 죽음의 원인은 자살로 판명되었다.
드레이크의 노래는 1970년대 중반까지 구입할 수 있었으나, 1979년 회고 음반 《Fruit Tree》이 나오면서 동시에 재평가가 이루어졌다. 1980년대 중반까지 드레이크는 로버트 스미스, 데이빗 실비언, 피터 벅 등의 예술가에게 영향을 미쳤다. 1985년 드림 아카데미는 드레이크를 위해 작곡한 〈Northern Town in Life〉로 영국 및 미국 차트에 올랐다. 1990년대 초까지 그는 영국의 음악 언론에서 특정 유형의 "낭만적인 비극" 음악가로 대표되었다. 그의 첫 번째 전기는 1997년에 출판되었고, 1998년에는 다큐멘터리 《우리 가운데 낯선 사람》(A Stranger Among Us)이 뒤를 이었다.

## 음반 목록
- 《Five Leaves Left》 (1969)
- 《Bryter Layter》 (1971)[9]
- 《Pink Moon》 (1972)